# Xuân Sách
Xuân Sách (4 tháng 7 năm 1932 – 2 tháng 6 năm 2008) tên thật là Ngô Xuân Sách, ngoài ra ông còn bút danh Lê Hoài Đăng, là hội viên Hội Nhà văn Việt Nam. Ông được biết tới khi là tác giả phần lời các ca khúc nổi tiếng Đường chúng ta đi (dựa trên tứ thơ của Hoàng Trung Thông và Chế Lan Viên, nhạc Huy Du), Cùng anh tiến quân trên đường dài (nhạc Huy Du), đặc biệt nổi bật qua tập thơ Chân dung nhà văn và cũng chính tập thơ này đã trở thành bước ngoặt của cuộc đời ông.

## Tiểu sử
Xuân Sách sinh ngày 4 tháng 7 năm 1932 tại xã Trường Giang, huyện Nông Cống, tỉnh Thanh Hóa.
Nơi ở trước khi ông qua đời là thành phố Vũng Tàu, thuộc tỉnh Bà Rịa-Vũng Tàu.
Quá trình hoạt động:
Năm 1960 – 1980: Biên tập viên Tạp chí Văn nghệ Quân đội.
Năm 1981 – 1984: Phó giám đốc Nhà xuất bản Hà Nội.
Năm 1985 – 1995: Chủ tịch Hội Văn nghệ tỉnh Bà Rịa-Vũng Tàu...
Đêm 2 tháng 6 năm 2008, ông qua đời tại bệnh viện Thanh Nhàn (Hà Nội), sau hai tháng nằm viện tại Thành phố Hồ Chí Minh và Hà Nội do chứng tai biến mạch máu não.
Ngày 6 tháng 6 năm 2008, linh cữu nhà văn Xuân Sách được đưa về an táng tại quê nhà Thanh Hóa, theo nguyện vọng sinh thời của ông.

## Tác phẩm
- Cô giáo làng (truyện ngắn, 1962)
- Đội du kích thiếu niên Đình Bảng (truyện, 1964)
- Mặt trời quê hương (tiểu thuyết, 1971)
- Đêm ra trận (truyện ngắn, 1974)
- Con suối mặt gương (thơ, 1974)
- Phía núi bên kia (tiểu thuyết, 1977)
- Nơi đi và đến (thơ, 1979)
- Rừng bên sông (tiểu thuyết, 1984)
- Đường xa (thơ, 1986)
- Cuộc hôn nhân bị đánh tráo (tiểu thuyết, 1991)
- Chân dung nhà văn (thơ, 1992)
- Người ơi, người ở lại (truyện ngắn, 1995)
- Cõi người (thơ, 1996)
- Làng rừng Cà Mau (truyện, 1981)

## Một đời văn
Xuân Sách đạt thành tựu trong cả văn xuôi và thơ trữ tình nhưng nổi tiếng nhất với tập thơ Chân dung nhà văn. Đó là 99 ký họa nhà văn (cùng một bài tự họa), lột tả thần thái của nhiều trong số tác giả quan trọng nhất của nền văn học Việt Nam hiện đại.
Nhà văn Hoàng Lại Giang (khi đó là trưởng chi nhánh nhà xuất bản Văn học ở Thành phố Hồ Chí Minh và là người tham gia xuất bản tập thơ "Chân dung nhà văn"), kể lại: 
In xong (Chân dung nhà văn) thì phản ứng của nhà văn rất lớn, và đấy là điều tôi không ngờ đến...Những nhà văn lớn có bản lĩnh, họ chịu đựng nổi, im lặng. Nhưng những nhà văn tầm tầm, lồng lộn, rất gay gắt yêu cầu Bộ Văn hóa kiểm điểm và thu hồi...
Nhà thơ Thanh Thảo kể lại: 
Tập thơ (Chân dung nhà văn) được hâm mộ tới mức ngay trong thời bao cấp khó khăn mà người ta đã truyền tay nhau những bản phô-tô để vừa đọc vừa...tủm tỉm, hay vỗ đùi đen đét trước những "nét vẽ" tài hoa...Đúng Xuân Sách là người rất hóm, rất sắc sảo. Nhưng với riêng tôi, tôi lại nhớ về ông như một nhà thơ đàn anh đôn hậu, một biên tập viên thơ đầy trách nhiệm với những cây bút trẻ...
Nhà thơ Nguyễn Trọng Tạo nhận xét: 
Tính tự trào của thơ Xuân Sách đặc biệt bộc lộ qua tập "Chân dung Nhà văn". Ông đã nắm bắt tính cách các nhà văn rất sắc sảo và tinh tế.
Còn tác giả Nguyễn Đông Nhật đã gọi ông là một nhân cách lớn và là lương tâm của một cộng đồng.

## Thơ Xuân Sách
| Yên Tử Làm vua mà cũng chán Bỏ đi theo mây ngàn Một nước cờ Yên Tử Làm bận lòng thế gian. Trích Chân dung nhà văn: Dế Mèn lưu lạc mười năm Để O Chuột phải ôm cầm thuyền ai Miền Tây sen đã tàn phai Trăng Thề một mảnh lạnh ngoài đảo hoang. (Chân dung Tô Hoài) | Các vị La hán chùa Tây phương Các vị gầy quá, tôi thì béo Năm xưa tôi hát Vũ trụ ca Bây giờ tôi hát Đất nở hoa Tôi hát chiến tranh như trẩy hội Đừng nên xấu hổ khi nói dối Việc gì ủ mặt với mày chau Trời mỗi ngày lại sáng có sao đâu... (Chân dung Huy Cận) "Xưa tôi yêu quê hương vì có chim có bướm" "Có những ngày trốn học bị đòn roi" Nay tôi yêu quê hương vì có ô che nắng Có ghế ngồi viết những điệu thơ vui. (Chân dung Giang Nam) |